# Sanda Râpeanu
Sanda Râpeanu (n. 25 aprilie 1929, București – d. 9 iunie 2025) a fost o traducătoare și editoare română, membră a Uniunii Scriitorilor din România începând cu 1975.

## Biografie
Născută la București - părinți: Dimitrie (avocat) și Georgeta (economistă) Marinescu - a urmat Școala elementară de fete din Deva (1935-1939) și a absolvit  Liceul de fete „Regina Maria” din acelai oraș (1939-1947). Studii universitare la Facultatea de Științe Juridice din București (1947-1951). La 9 martie 1956 se căsătorește cu criticul, istoricul literar, editorul și publicistul Valeriu Râpeanu.
Lucrează în redacțiile publicațiilor Licurici și Viața Românească (1953-1963), precum și în cadrul Asociației Internaționale de Studii Sud-Est Europene (1963-1972). Prezentă cu recenzii și traduceri în Viața Românească, Secolul 20 - printre care, fragmente din Aspecte ale mitului de Mircea Eliade, în nr. 9 / 1967 -, Curierul național ș.a. Realizează cicluri de emisiuni radiofonice singură și împreună cu Valeriu Râpeanu: Mari muzicieni în corespondență și memorii (1973), Marcel Proust și muzica (1979), André Gide și muzica (1980-1981) și Jurnalul Cosimei Wagner (1981-1982).  
Sanda Râpeanu a tradus numeroase volume din limbile franceză și engleză, de la lucrări de istoriografie literară și teatrală, la proză beletristică, debutând editorial în 1966, când a semnat versiunea în română a studiului Șapte secole de roman de Pierre Daix. Coautoare – cu Valeriu Râpeanu – a unor ediții critice de anvergură din operele lui N. Iorga (activitate începută în 1972, prin îngrijirea ciclului Orizonturile mele: o viață de om așa cum a fost), C. Rădulescu-Motru, Perpessicius și Alexandru Kirițescu. 
Referințe despre traducerile și edițiile critice pe care le-a realizat (selectiv): Șerban Cioculescu, Zoe Dumitrescu-Bușulenga, Ion Zamfirescu, Z. Ornea, Al. Balaci, Dan Grigorescu, Constantin Ciopraga, Nicolae Balotă. 
Colecția Globus a Editurii Univers a debutat în 1974 cu romanul „Un adolescent de altădată. Maltaveme” de François Mauriac, în traducerea Sandei Râpeanu. 
Ultima apariție editorială a ei a fost reeditarea traducerii cărții scriitoarei franceze Catherine Lépront, Clara Schumann, Viața la patru mâini, apărută la Editura Grafoart, în 2024.  

## Opera

### Traduceri
Studii de istorie a teatrului: Paul Surer: Teatrul francez contemporan (Editura pentru Literatură Universală, 1968; cuvânt introductiv de Valeriu Râpeanu); Gaston Baty, Rene Chavance: Viața artei teatrale de la începuturi până în zilele noastre (Editura Meridiane,1969). 
Studii de istorie literară: Pierre Daix: Șapte secole de roman (Editura Meridiane, 1966; traducerea versurilor: Leonid Dimov); Pierre de Boisdeffre: O istorie vie a literaturii franceze de azi (Editura Univers, 1972; în colaborare cu Cireașa-Gabriela Grecescu, prefață de Valeriu Râpeanu).
Studii de istorie a artelor: E.H. Gombrich: O istorie a artei (Editura Meridiane, 1975); René Huyghe: Dialog cu vizibilul: cunoașterea picturii (Editura Meridiane, 1981; prefață de Valeriu Râpeanu). 
Istorie: Alain Decaux: Abdicarea (Editura Vivaldi, 1995, cu un documentar de Valeriu Râpeanu); Paul-Marie de La Gorce: Ultimul imperiu: va fi secolul al XXI-lea american? (Editura Orizonturi, 1996, 2002; cuvânt-înainte de Valeriu Râpeanu); Richard Labévière: Dolarii teroarei: Statele Unite și Islamiștii (Editura Vivaldi, 2002). 
Memorii, monografii: Charles Chaplin: Povestea vieții mele (Editura Muzicală a Uniunii Compozitorilor,1973); William Somerset Maugham: Bilanț (Editura Univers, 1982; Editura Garamond, 1995; Editura Nemira, 2006); Catherine Lépront: Clara Schumann: viața la patru mâini (Editura Arta Grafică, 1993); Louis Bozon: Femeia vieții mele, Marlène (Editura RAO, 1993); Pierre de Boisdeffre: Și totuși… de Gaulle (Editura Grammar, 1997; cuvânt introductiv de Valeriu Râpeanu).
Proză beletristică: André Maurois: Mașina de citit gândurile (Editura Albatros, 1973; Editura Universal Dalsi, 1996; în colaborare cu Ruxandra Soroiu); François Mauriac: Un adolescent de altădată. Maltaverne (Editura Univers, 1974, Editura Vivaldi, 1993; prefață de Valeriu Râpeanu);  Claude Spaak: Ordinea și dezordinea (Editura Eminescu, 1977), Marianne, frumoasa mea (Editura Eminescu, 1979), Ecouri în memoria timpului (Editura Eminescu, 1987); Yves Gandon: Destinație necunoscută (Editura Univers, 1979; cuvânt-înainte de Valeriu Râpeanu); Charles Morgan: Portret într-o oglindă (Editura Univers; 1978, Editura Vivaldi, 1992); Régine Andry: O femeie singură (Editura Eminescu 1983 și 1991, Editura Doris, 1993; Editura Vivaldi, 1996); William Dean Howells: Un caz modern (Univers, 1987; Editura Vivaldi, 1992); Jean d’Ormesson: Gloria imperiului (Universal Dalsi, 1996; studiu introductiv de Valeriu Râpeanu).
Piese de teatru: Claude Spaak: Pâine amară, dramă în trei acte (în colaborare cu Florica-Eugenia Georgescu; transmisă la Teatru la microfon în 17 martie 1966, la Televiziune, în 25 iunie 1974 și 25 mai 1974, și reprezentată la Teatrul Național din Craiova, Teatrul „George Bacovia” din Bacău, Teatrul Național din Timișoara); Thornton Wilder: Prânzul cel lung (publicată în revista Secolul 20, nr. 10/1968); Robert Anderson: Ceai și simpatie, dramă în trei acte (publicată în revista Secolul 20, nr. 10/1969); Michel Cournot: Copiii justiției (Teatru Radiofonic, 1967).

### Ediții critice (selectiv)
Gheorghe I. Brătianu: 1980-1989, volum alcătuit și îngrijit de Valeriu Râpeanu și Sanda Râpeanu, București, 2019, distins cu Marele premiu „Vasile Voiculescu”
N. Iorga: O luptă literară, vol. I-II, ediție de Valeriu Râpeanu și Sanda Râpeanu, studiu introductiv, note și comentarii de Valeriu Râpeanu, București, Editura Minerva, 1979; Nicolae Iorga: Oameni cari au fost, antologie, ediție îngrijită, note și comentarii de Valeriu și Sanda Râpeanu, București, Editura Militară, 1975; N. Iorga: Oameni cari au fost, volumul 1-2, ediție critică, note și comentarii de Valeriu Râpeanu și Sanda Râpeanu, studiu introductiv de Valeriu Râpeanu, [București], 2009 [pe copertă: „Prima ediție critică integrală”]; N. Iorga: Oameni cari au fost, volumele III-IV, ediție critică, note și comentarii de Valeriu Râpeanu și Sanda Râpeanu, studiu introductiv de Valeriu Râpeanu, București, regie proprie, 2012 [pe copertă: „Prima ediție critică integrală”]; N. Iorga: Oameni cari au fost, volumul III [V], portrete și consemnări neincluse în cele patru volume antume din „Oameni cari au fost”, ediție critică, note și comentarii de Valeriu Râpeanu și Sanda Râpeanu, București, 2012 [pe copertă: „Prima ediție critică integrală”]; N. Iorga: Orizonturile mele: o viață de om așa cum a fost, ediție îngrijită de Valeriu și Sanda Râpeanu, studiu introductiv, note, comentarii, indice de Valeriu Râpeanu, București, Editura Minerva, 1972; 1981 (vol. I-IV); N. Iorga: Sfaturi pe întunerec: conferințe la radio, antologie, ediție îngrijită, note și comentarii de Valeriu Râpeanu și Sanda Râpeanu, studiu introductiv: Valeriu Râpeanu, București, Editura Militară, 1976; N. Iorga: Sfaturi pe întunerec: conferințe la Radio: 1931-1940, ediție critică, note, comentarii, bibliografie de Valeriu Râpeanu și Sanda Râpeanu, studiu introductive de Valeriu Râpeanu, București, Editura Casa Radio, 2001 [pe copertă: „Prima ediție critică integrală”]; N. Iorga: [România contemporană de la 1904 la 1930:] Supt trei regi: istorie a unei lupte pentru un ideal moral și national, ediție îngrijită, note și comentarii de Valeriu Râpeanu și Sanda Râpeanu, studiu introductiv de Valeriu Râpeanu, [București], Editura Pro, 1999; N. Iorga 1940-1947: reconstituire cronologică, ediția a II-a, revăzută și adăugită, antologie, îngrijirea ediției, note și comentarii Valeriu Râpeanu și Sanda Râpeanu, introducere de Valeriu Râpeanu, [București], 2016;
Alexandru Kirițescu: Gaițele, ediție îngrijită și tabel cronologic de Valeriu Râpeanu și Sanda Râpeanu, prefață și note de Valeriu Râpeanu, București, Editura Minerva, 1976 ;
Perpessicius: Cărți noi: cronici radiofonice: 1929-1947, ediție critică, note și variante de Valeriu Râpeanu și Sanda Râpeanu, studiu introductiv de Valeriu Râpeanu, București, Editura Casa Radio, 2015 ;
C. Rădulescu-Motru: Mărturisiri, ediție de Valeriu Râpeanu și Sanda Râpeanu, cuvânt-înainte, note și comentarii de Valeriu Râpeanu, [București], Editura Minerva, 1990.                              